# Detroit Film Critics Society Awards 2019
Na 12. ročníku udílení cen Detroit Film Critics Society Awards byly předány ceny v těchto kategoriích. Nominace byly oznámeny 6. prosince 2019, vítězové poté 9. prosince 2019.

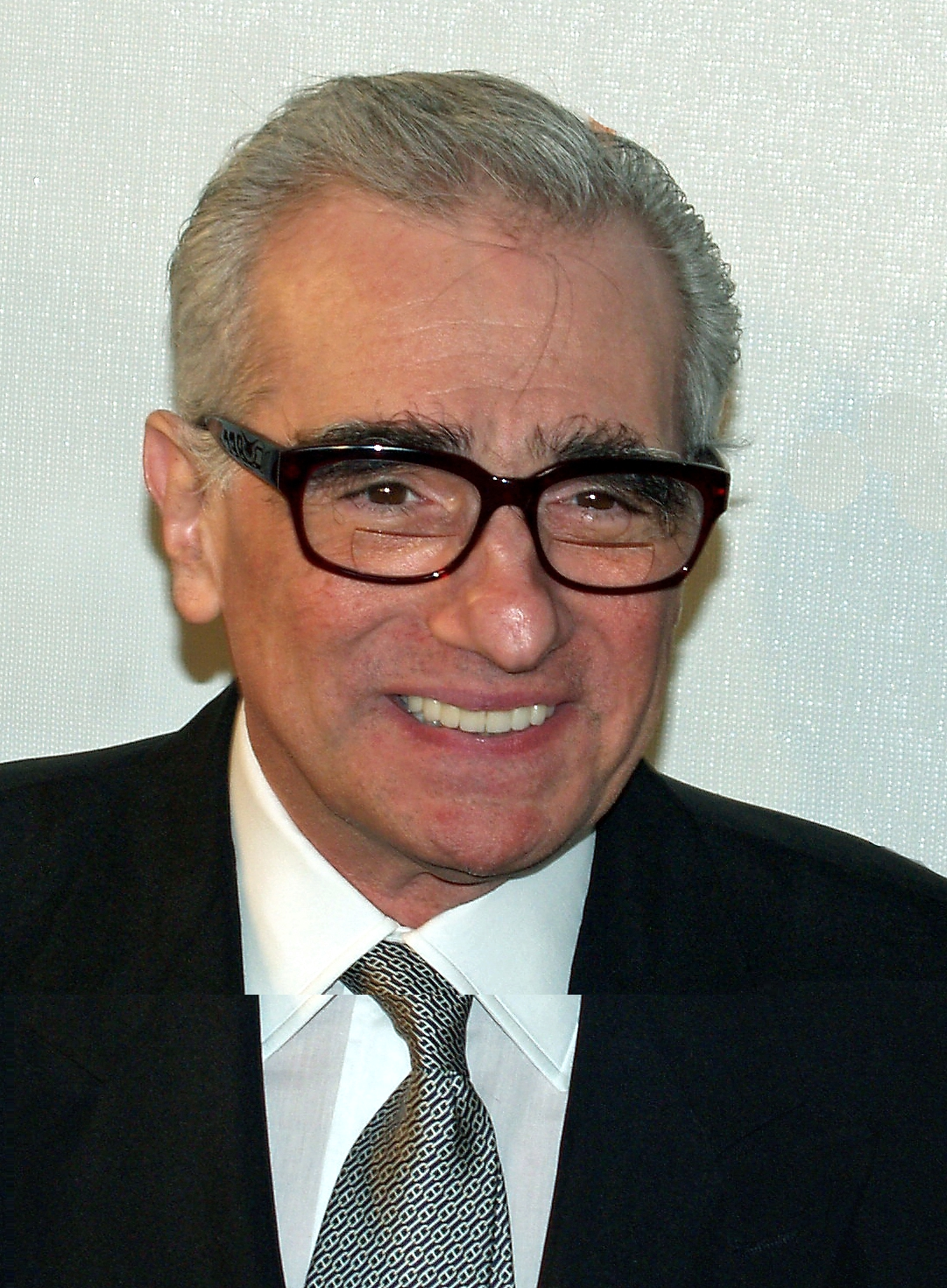
Martin Scorsese, vítěz v kategorii nejlepší režie za film Irčan

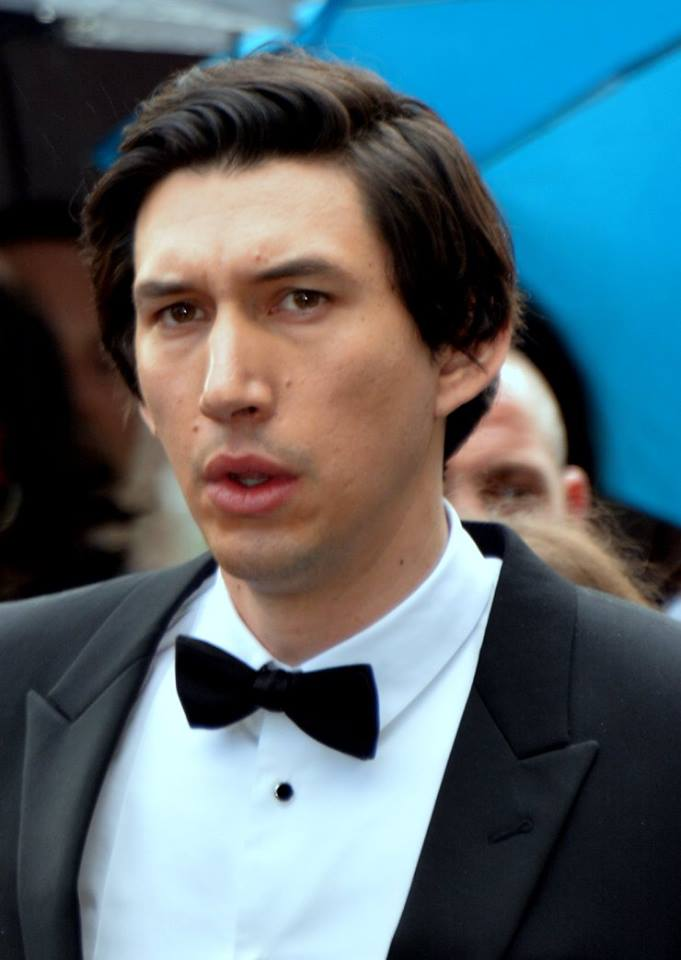
Adam Driver, vítěz v kategorii nejlepší mužský herecký výkon v hlavní roli za výkon ve filmu Manželská historie

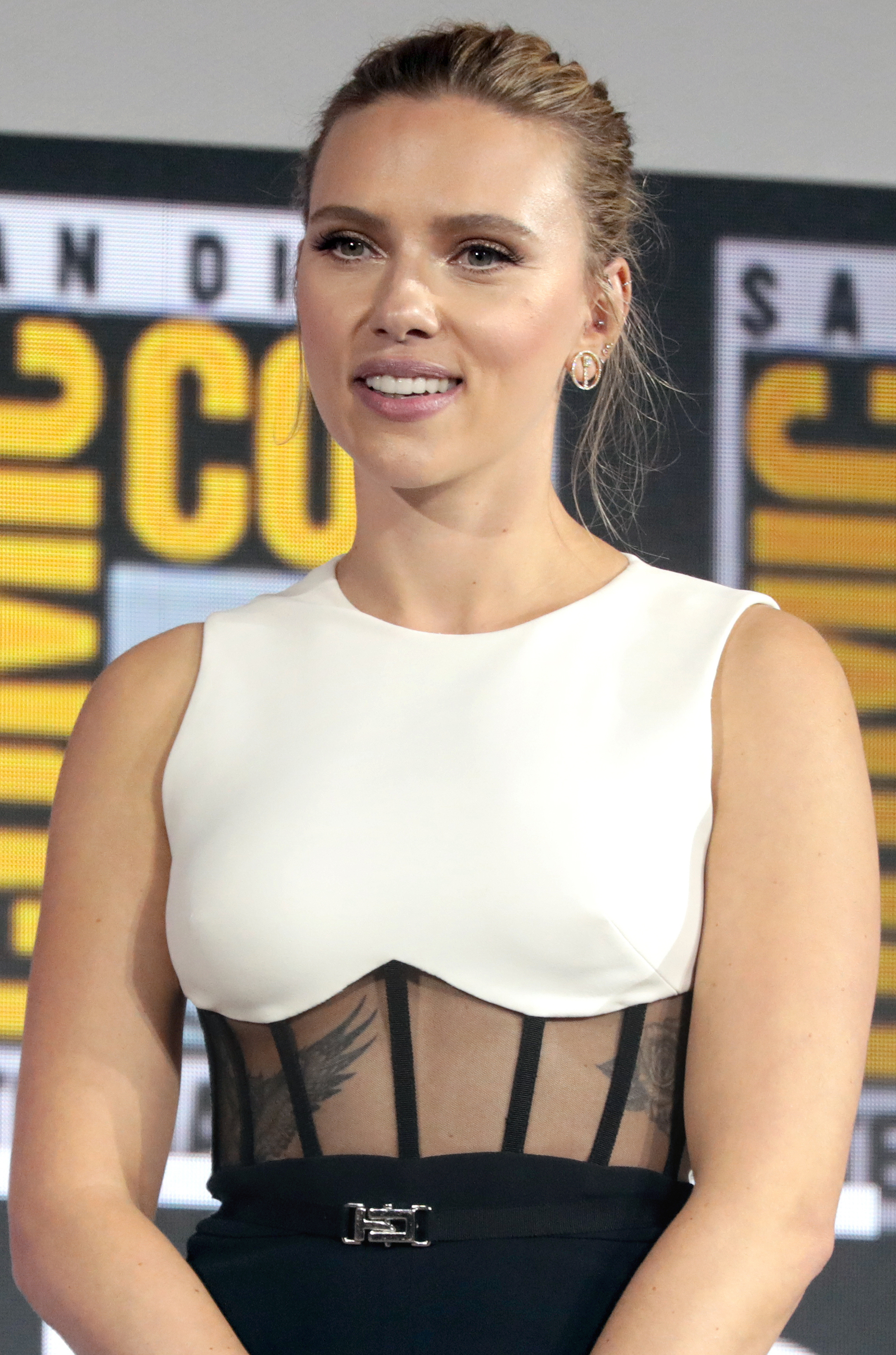
Scarlett Johansson, vítězka v kategorii nejlepší ženský herecký výkon v hlavní roli za výkon ve filmu Manželská historie

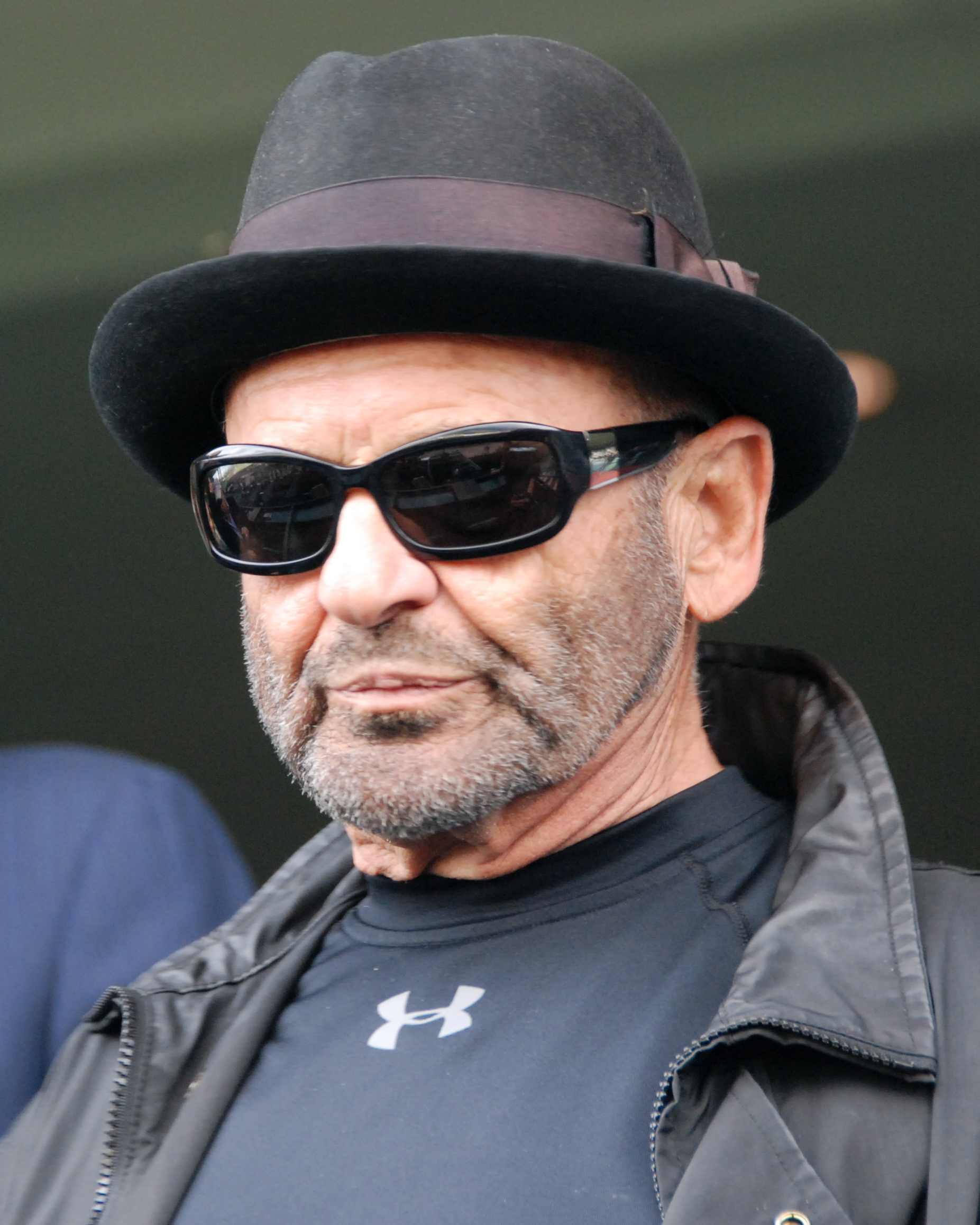
Joe Pesci, vítěz v kategorii nejlepší mužský herecký výkon ve vedlejší roli za výkon ve filmu Irčan

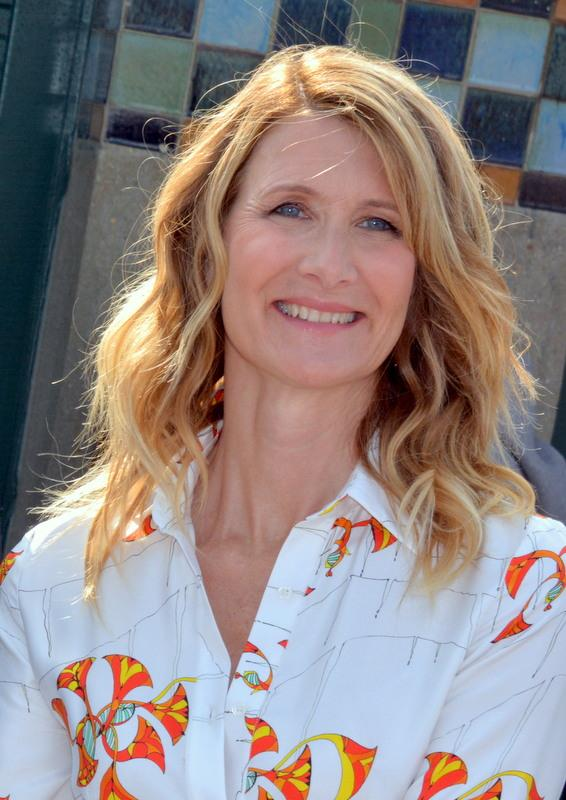
Laura Dern, vítězka v kategorii nejlepší ženský herecký výkon ve vedlejší roli za výkon ve filmu Manželská historie

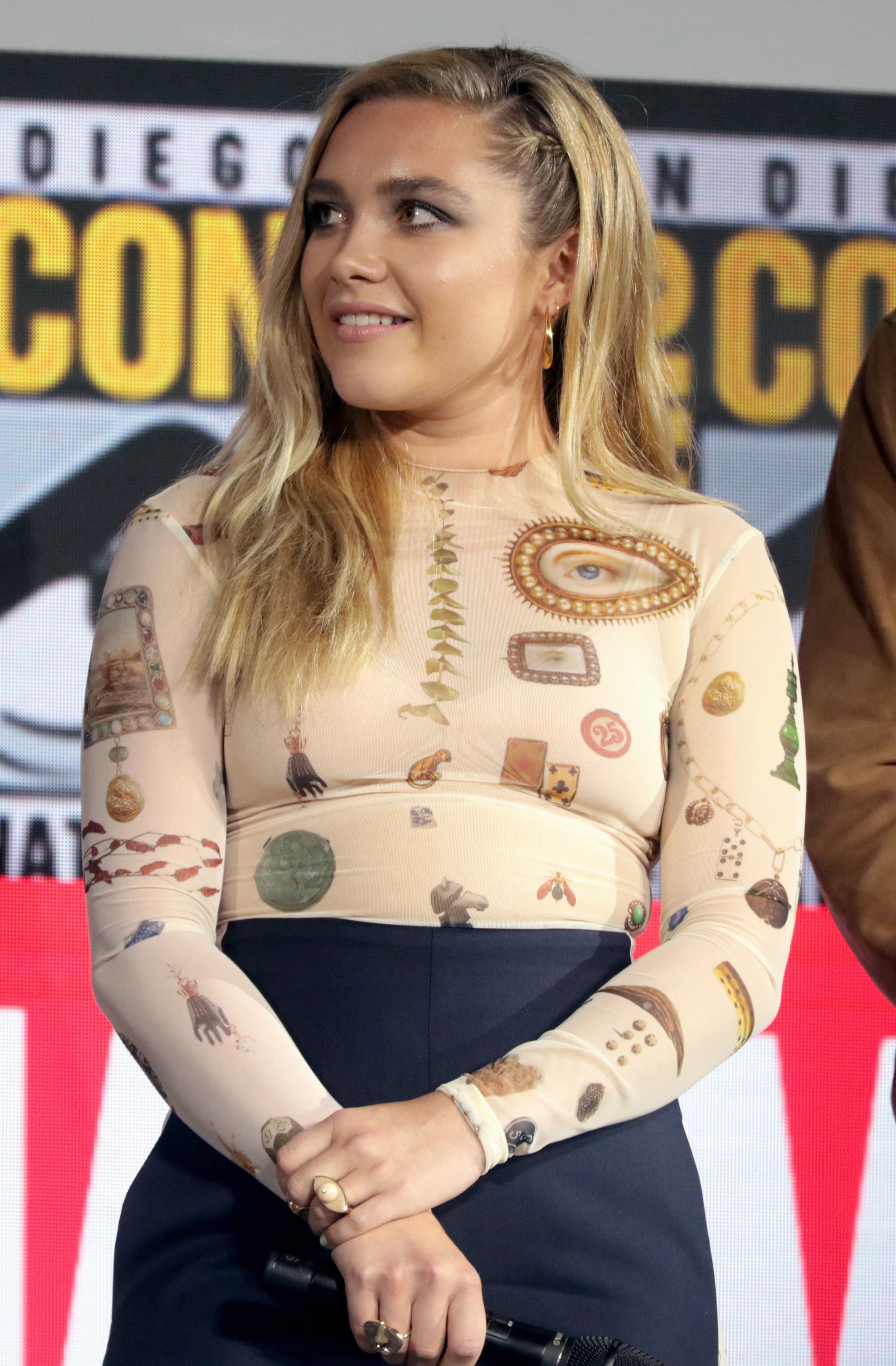
Florence Pughová, vítězka v kategorii objev roku za výkony ve filmech Souboj s rodinou, Slunovrat a Malé ženy

## Vítězové a nominovaní

### Nejlepší film
Parazit
- Irčan
- Králíček Jojo
- Manželská historie
- Tenkrát v Hollywoodu

### Nejlepší režisér
Martin Scorsese – Irčan
- Pon Džun-ho – Parazit
- Noah Baumbach – Manželská historie
- Quentin Tarantino – Tenkrát v Hollywoodu
- Taika Waititi – Králíček Jojo

### Nejlepší herec v hlavní roli
Adam Driver – Manželská historie
- Robert De Niro – Irčan
- Robert Pattinson – Maják
- Joaquin Phoenix – Joker
- Adam Sandler – Drahokam

### Nejlepší herečka v hlavní roli
Scarlett Johansson – Manželská historie
- Julianne Moore – Gloria Bell
- Lupita Nyong'o – My
- Charlize Theron – Bombshell
- Renée Zellweger j – Judy

### Nejlepší herec ve vedlejší roli
Joe Pesci – Irčan
- Willem Dafoe – Maják
- Tom Hanks – Výjimeční přátelé
- Brad Pitt – Tenkrát v Hollywoodu
- Sam Rockwell – Richard Jewell
- Wesley Snipes – Jmenuju se Dolemite

### Nejlepší herečka ve vedlejší roli
Laura Dern – Manželská historie
- Kathy Bates – Richard Jewell
- Scarlett Johansson – Králíček Jojo
- Anna Paquin – Irčan
- Florence Pughová – Malé ženy

### Nejlepší obsazení
Tenkrát v Hollywoodu
- Jmenuju se Dolemite
- Malá lež
- Irčan
- Parazit

### Objev roku
Florence Pughová, herečka (Souboj s rodinou, Slunovrat, Malé ženy)
- Ana de Armas, herečka (Na nože)
- Jessie Buckley, herečka(Wild Rose, Judy)
- Kaitlyn Dever, herečka (Šprtky to chtěj taky, Jedovatá víra)
- Aisling Franciosi, herečka (The Nightingale)
- Paul Walter Hauser, herec (Richard Jewell, Late Night, Beats, 7 Days to Vegas)
- Lulu Wang, scenárista/režisérka/producentka (Malá lež)
- Olivia Wildeová, režisérka (Šprtky to chtěj taky)

### Nejlepší scénář
Noah Baumbach – Manželská historie
- Pon Džun-ho a Han Jin Won – Parazit
- Robert Eggers a Max Eggers – Maják
- Quentin Tarantino – Tenkrát v Hollywoodu
- Steven Zaillian – Irčan

### Nejlepší dokument
Apollo 11
- Amazing Grace
- Horror Noire: A History of Black Horror
- Čerstvý vítr do kongresu
- Rolling Thunder Revue: A Bob Dylan Story by Martin Scorsese

### Nejlepší animovaný film
Toy Story 4: Příběh hraček
- Ledové království II
- Jak vycvičit draka 3
- Kde je moje tělo?
- Klaus

### Nejlepší použití hudby
- Tenkrát v Hollywoodu
- 1917
- Rocketman
- Drahokam
- Wild Rose